# 베링 육교

21,000년 전부터 현재까지의 베링 육교의 해수면 고도(파랑)와 육지 고도(갈색)의 변화

베링 육교(Beringia)는 빙하기(플라이스토세)에 여러 차례에 걸쳐 1600 km 가량의 폭으로 아시아와 북아메리카 사이를 이었던 육교를 말한다.
빙하기의 빙기 때는 바다가 얼면서 간빙기 때보다 더 많은 면적의 빙상이 형성되는데 추가로 형성된 빙상의 양만큼 바닷물이 얼음 속에 가두어지므로 해수면이 낮아진다. 마지막 빙기(11만 년 전 ~ 1만 2천 년 전) 때 그 시기의 최대 빙상이 형성되었을 당시 지구의 해수면은 지금보다 약 120 미터 정도 낮았다. 따라서 베링 해협, 베링해, 축치해 등의 얕은 바다에 잠겨 있던 땅이 해수면 위로 드러나게 되어 아시아와 북아메리카 두 대륙이 땅으로 연결되었다. 이 통로를 통해 인류가 빙하기의 빙기 때 아메리카 대륙으로 이주하게 되었다. 그밖에 많은 생물들도 아시아에서 아메리카로, 혹은 아메리카에서 아시아로 이주하였다.

## 같이 보기
- 지질 시대
- 플라이스토세